# Bad Grund (Harz)
Bad Grund település Németországban, azon belül Alsó-Szászország tartományban. Lakosainak száma 8059 fő (2023. december 31.).

## Népesség
A település népességének változása:
| Lakosok száma | 8638 | 8522 | 8425 | 8344 | 8094 | 8114 | 8059 |
|               | 2015 | 2016 | 2017 | 2019 | 2021 | 2022 | 2023 |